# Tinsley
Tinsley är en ort i i distriktet Sheffield, i grevskapet South Yorkshire, i England. Tinsley var en civil parish 1866–1933 när blev den en del av Sheffield. Civil parish hade 6 361 invånare år 1931. Byn nämndes i Domedagsboken (Domesday Book) år 1086, och kallades då 	Tineslawe/Tirneslawe.